# Yıldırım
Pour les articles homonymes, voir Yıldırım (homonymie).
Yıldırım est un district (ilçe, en turc) de la province de Bursa. C'est un des trois districts métropolitains de la province avec Nilüfer et Osmangazi. Créé en 1987, le district tire son nom du sultan ottoman Bayezid Ier, mort en 1402 prisonnier de Tamerlan, dont le surnom Yıldırım signifie « foudre » en turc.